# Sabbioneta
Sabbioneta je malé město v severní Itálii v Lombardii, asi 30 km severně od Parmy. Ke konci 16. století je založil císařský generál Vespasiano Gonzaga (1531–1591) asi 2 km severně od řeky Pád. Městečko si zachovalo svůj renesanční charakter a spolu s Mantovou bylo v roce 2008 zařazeno mezi kulturní památky světového dědictví UNESCO. 
Dekretem prezidenta Italské republiky ze dne 28. ledna 2019 obdržela Sabbioneta oficiální statut města.
Žije zde přibližně 4 100 obyvatel.

## Historie
Termín "Sabbioneta" historicky označoval území spravované v 10. až 12. století rodem hrabat Sabbioneta, který se pak rozdělil na několik větví. Již v době římské jím vedla důležitá obchodní stezka Via Vitelliana.

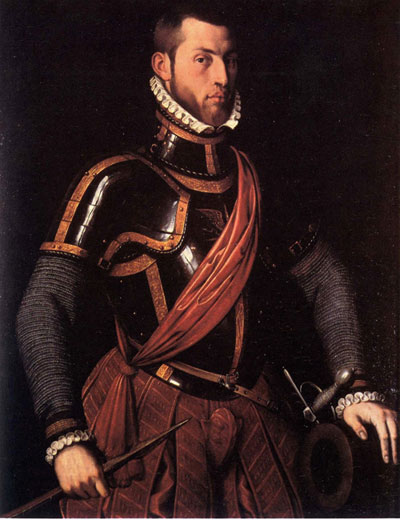
Bernardino Campiː Portrét Vespasiana Gonzagy

Současné město postavil Vespasiano Gonzaga Colonna (1531–1591) v letech 1554 až 1591, na místě, kde kdysi stávala pevnost jeho dědečka Ludovica z Gonzagy a k ní přiléhající osada. Nachází se na aluviální půdě mezi řekami Pád a Oglio a také podél cesty starověké Via Vitelliana a zaujímalo strategickou pozici v srdci Pádské nížiny. Pro Vespasiana Gonzagu musela být Sabbioneta především pevností a síla jejího obvodového zdiva z ní v té době jistě učinila jednu z nejlépe vybavených bašt v Lombardii pod španělskou nadvládou.
Sabbioneta byla především sídlem městského státu, situovaného mezi velkými regionálními státy: Milánským vévodstvím na západě, v té době spravovaným španělským guvernérem, Mantovským vévodstvím na východě za řekou Oglio, spravovaným primogeniturou rodu Gonzaga, (tj. Vespasianovými bratranci) a vévodstvím Parma a Piacenza, na jihu pány rodu Farnese. Území zahrnovalo především východní odnož diecéze Cremona a tvořilo důležitou křižovatku pro obchodní dopravu na středním toku řeky Pád, i pro komunikaci mezi dolní oblastí Brescie a Regio Emilia.
Nejúspěšnějším obdobím v historii města byla výstavba za vlády prince Vespasiana Gonzagy Colonny, jehož rezidencí se Sabbioneta stala.
V roce 2012 postihlo oblast silné zemětřesení stupně 5, při kterém byla historická architektura poškozena. Věže kostelů poté musely být zajištěny nebo dostavěny.

## Pamětihodnosti
- Radnice, původně vévodský palác (Palazzo ducale), renesanční stavba na náměstí Piazza ducale
- Kostel Nanebevzetí Panny Marie (Chiesa di Santa Maria Assunta), trojlodní bazilika s barokní freskovou výzdobou, vedle radnice
- Galerie v antickém stylu a zahradní palác (Galleria degli Antichi e Pallazzo dell giardino), renesanční stavby, původně navazovaly na Gonzagovu pevnost a zámek, které byly zbořeny roku 1797, zůstala z nich jen obvodová hradební zeď.
- Divadlo Olympie v antickém stylu (Teatro Olimpico all'Antica), renesanční stavbu projektoval Vincenzo Scamozzi (1588–1590).
- Kostel Korunované Panny Marie (Chiesa della Beata Vergine Incoronata), renesanční, uvnitř mauzoleum Vespasiana z Gonzagy (1592) s Gonzagovou sochou od Leona Leoniho (1588)
- Kostel sv. Antonína opata pozdně barokní stavba při klášteře kapucínů, v místní části Villa Pasquali, architekt Ferdinando Galli-Bibiena, postavena do roku 17546; věž je dominantou této části města.
- Kostel Panny Marie Karmelské (Chiesa di Santa Maria dell Carmine).
- Synagoga

## Galerie

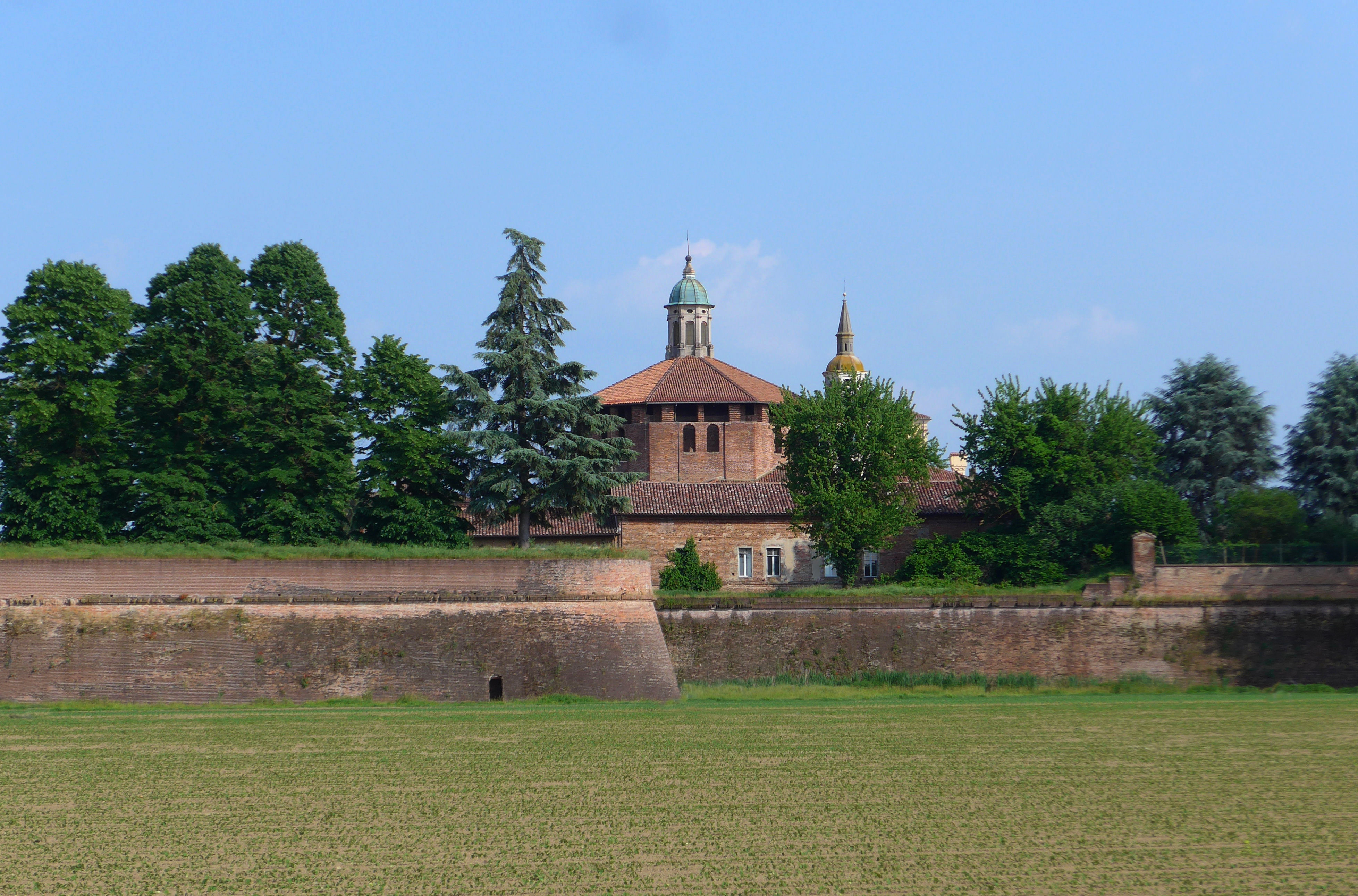
Hradba se siluetou zahradního paláce
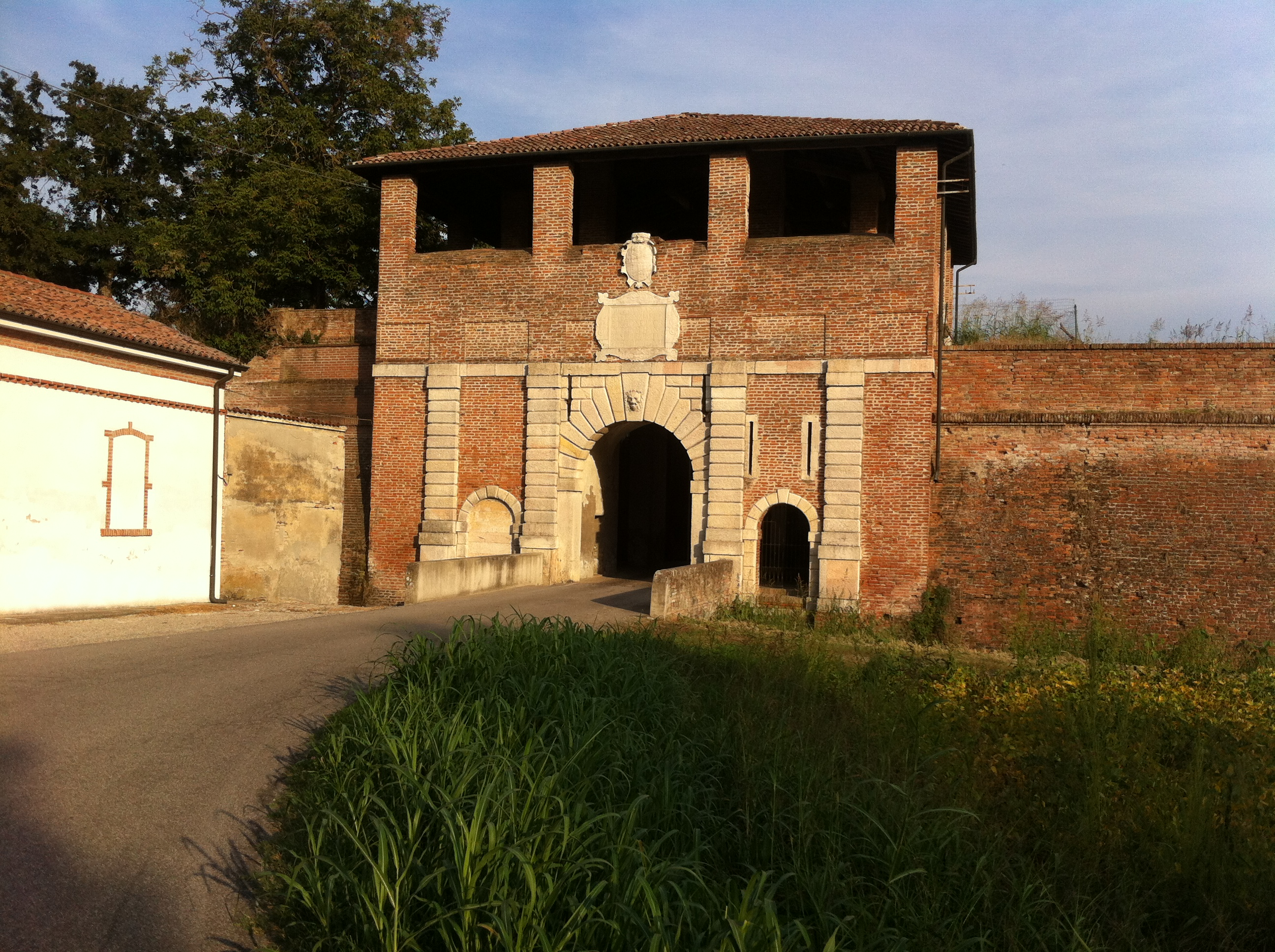
Porta Vittoria
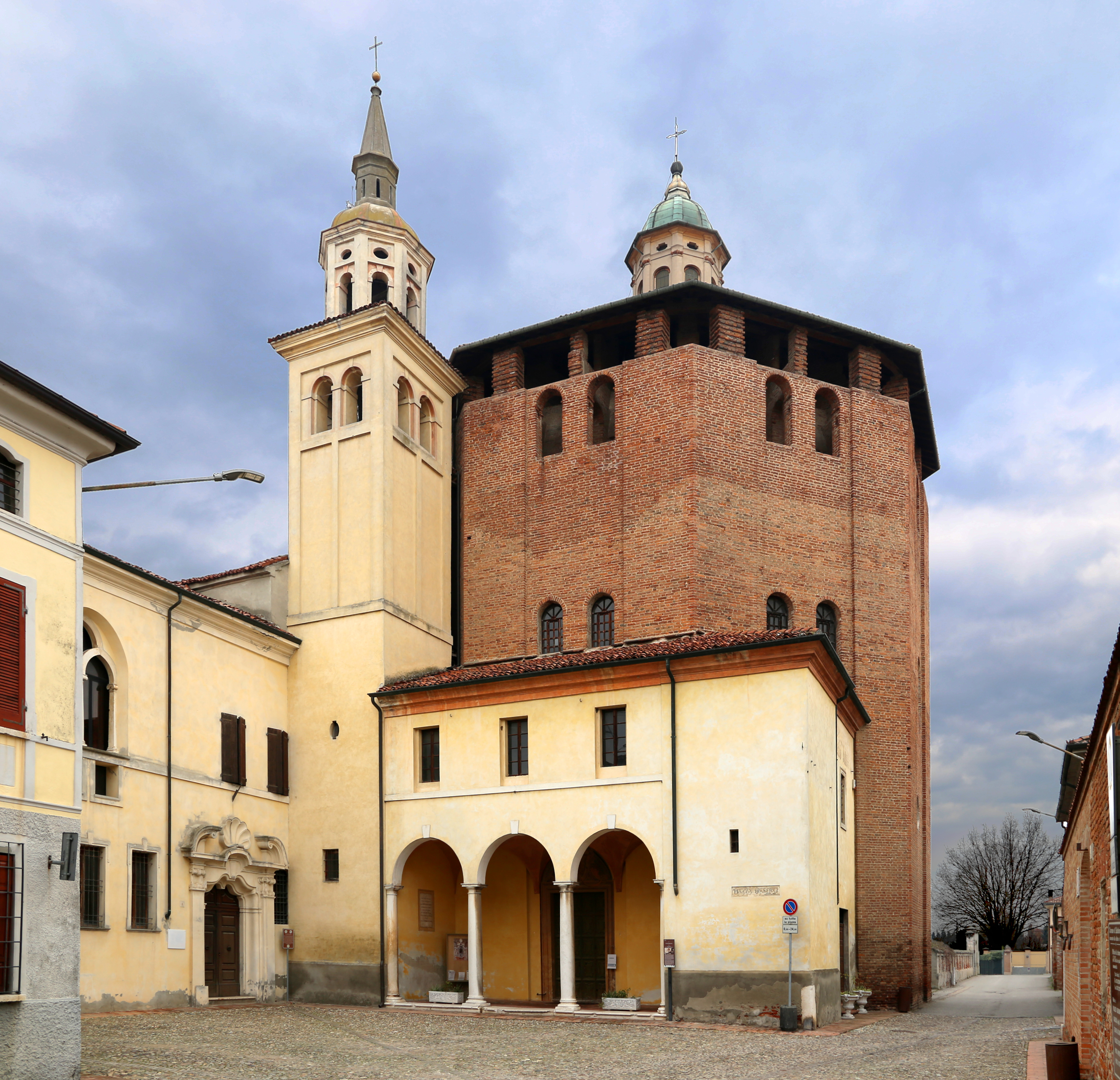
Kostel Korunované Panny Marie
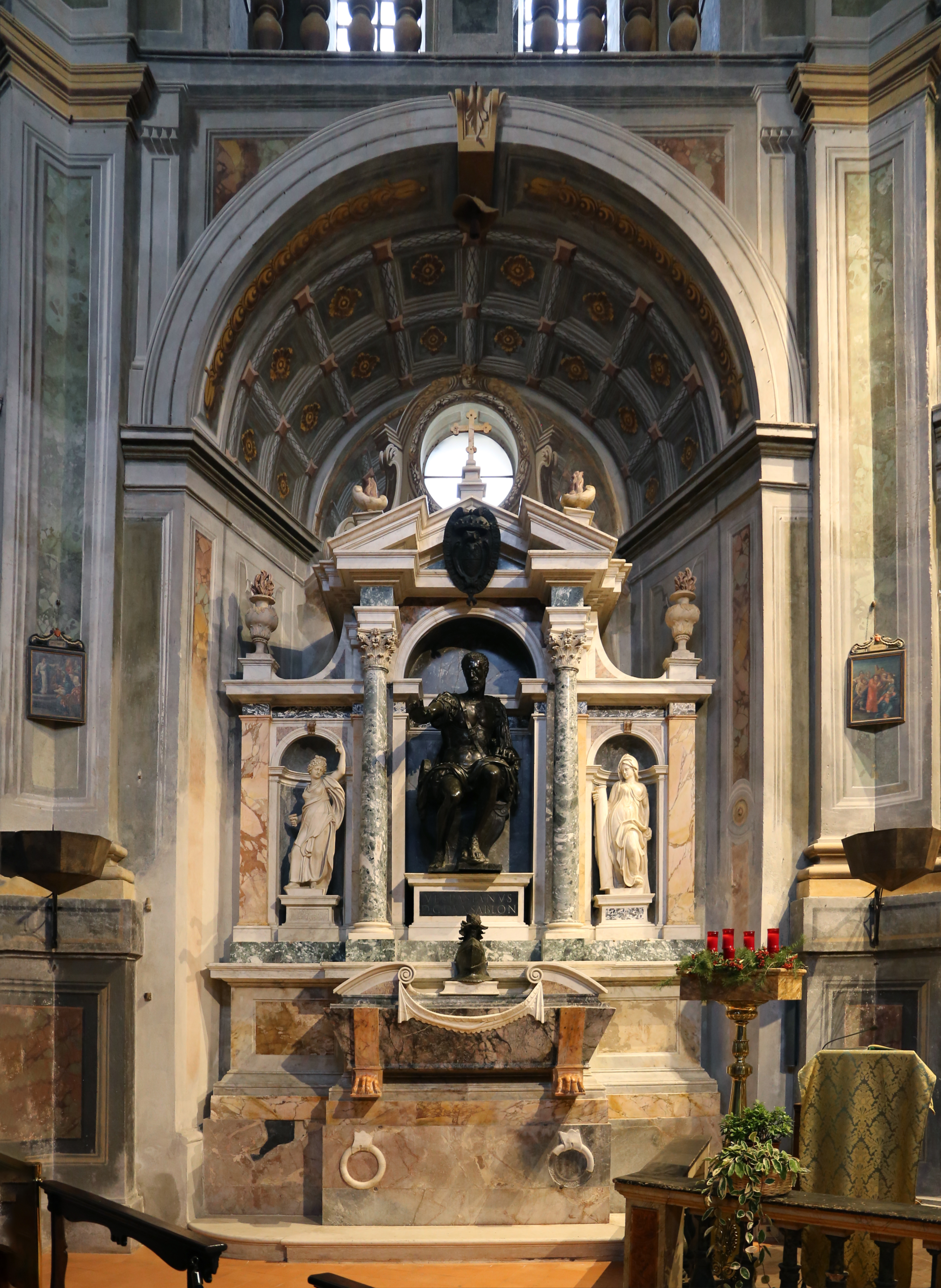
Mausoleum Vespasiana Gonzagy
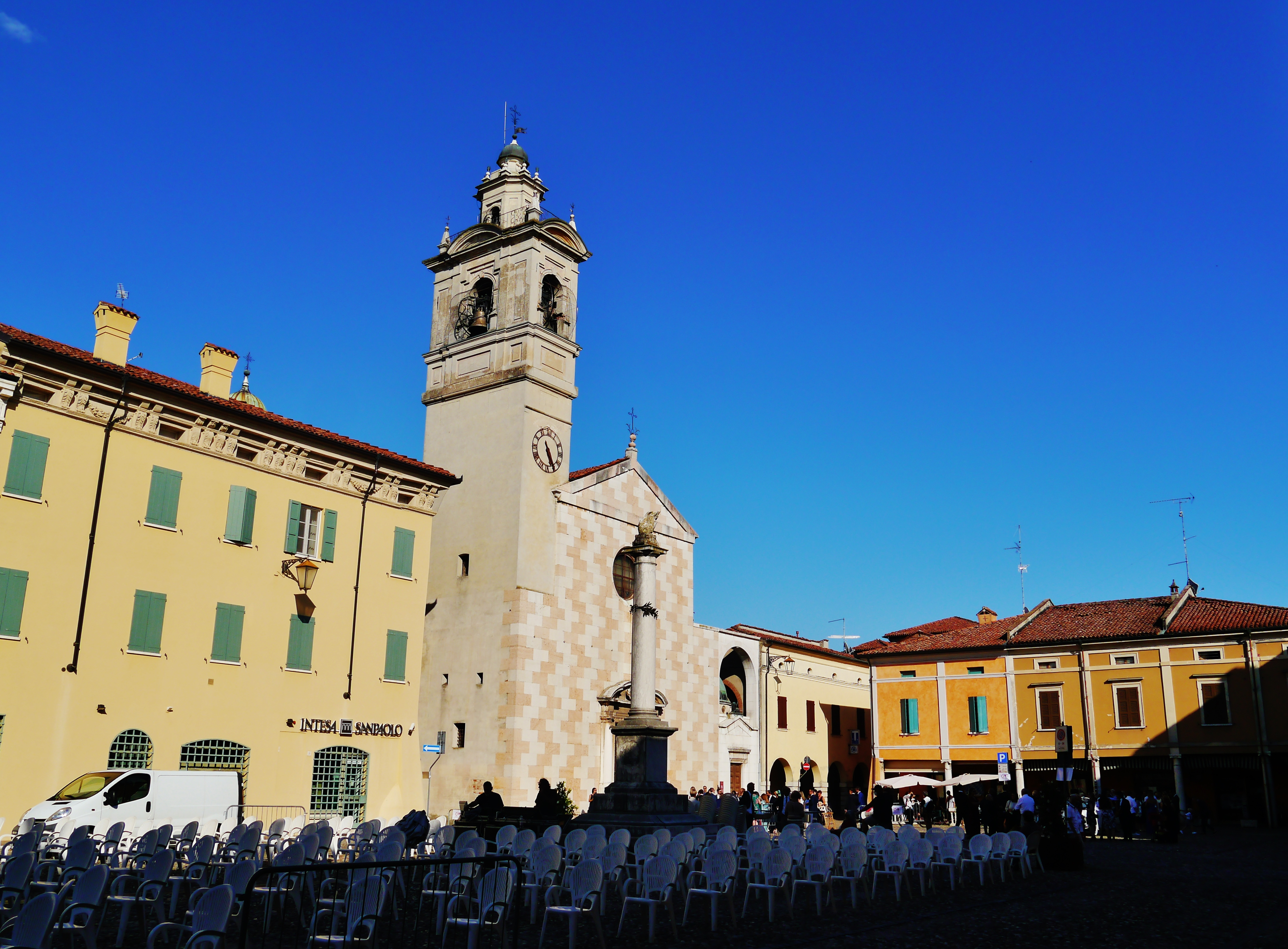
Santa Maria Assunta
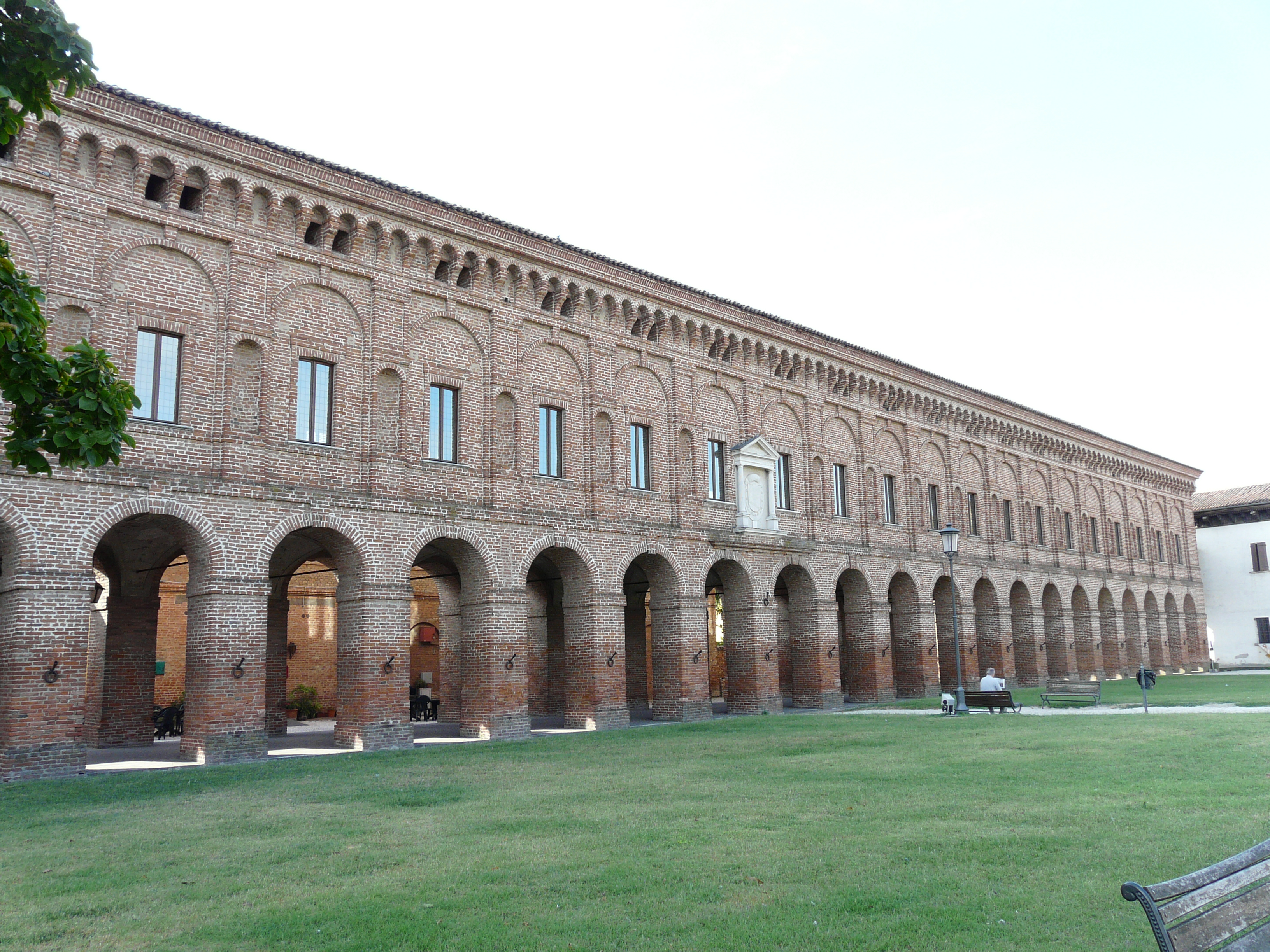
Galleria degli Antichi
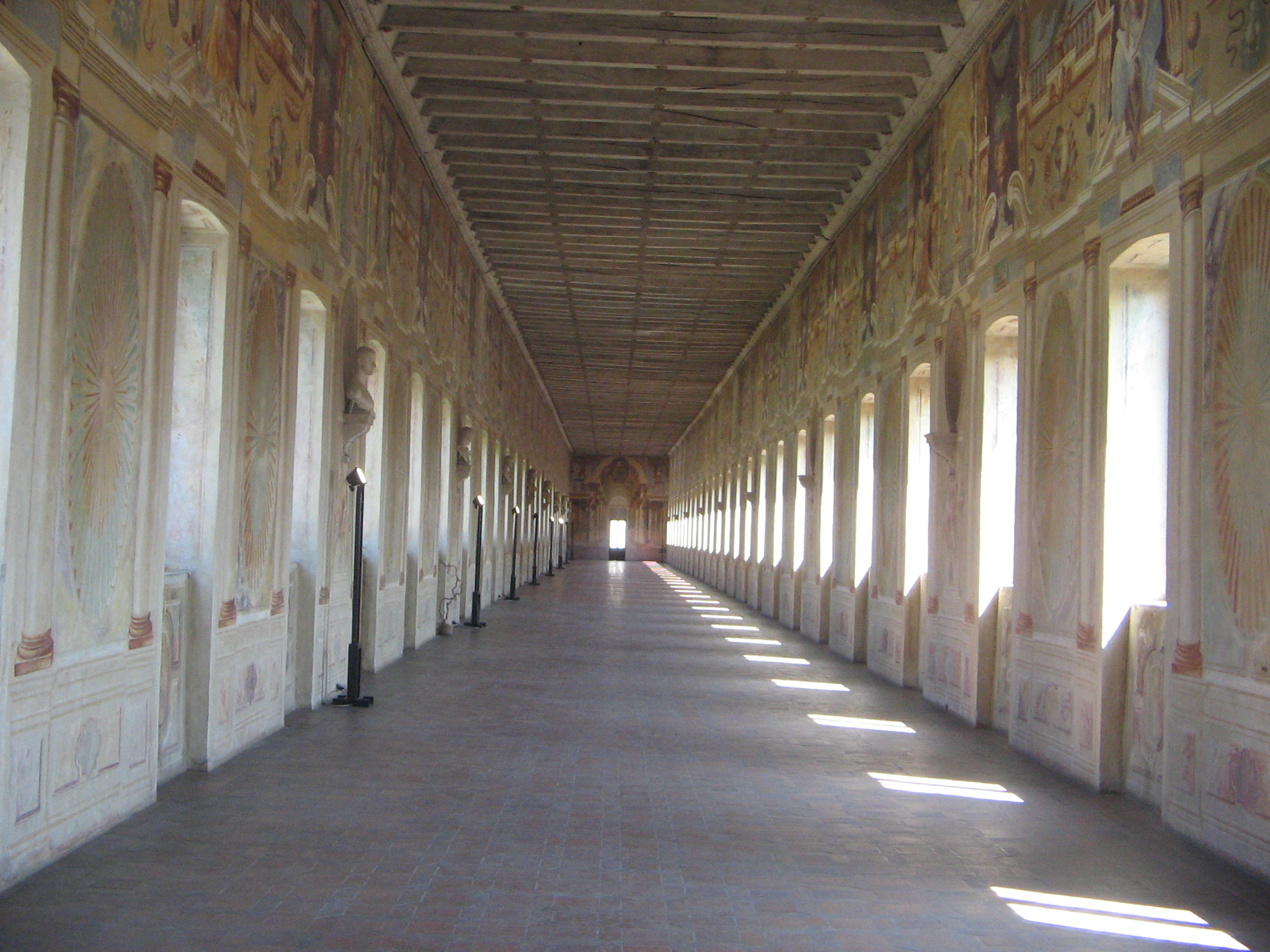
Galleria degli Antichi, patro
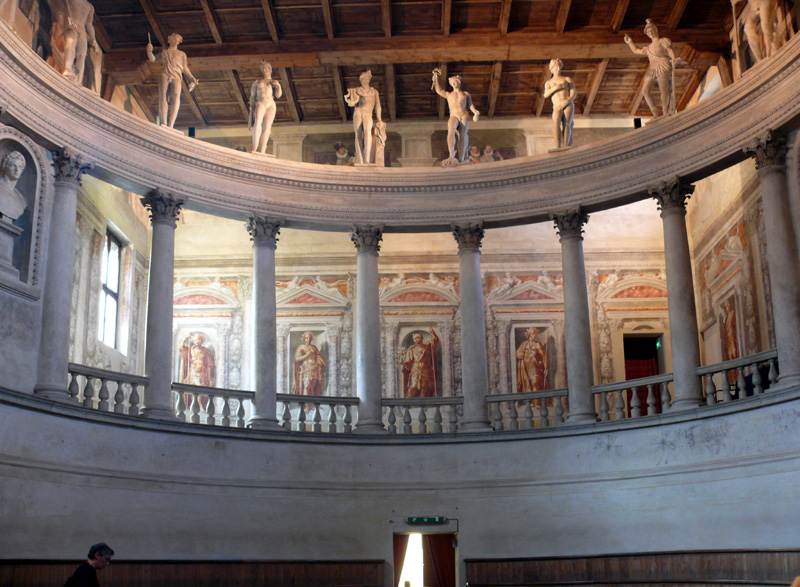
Divadlo all'Antica, galerie
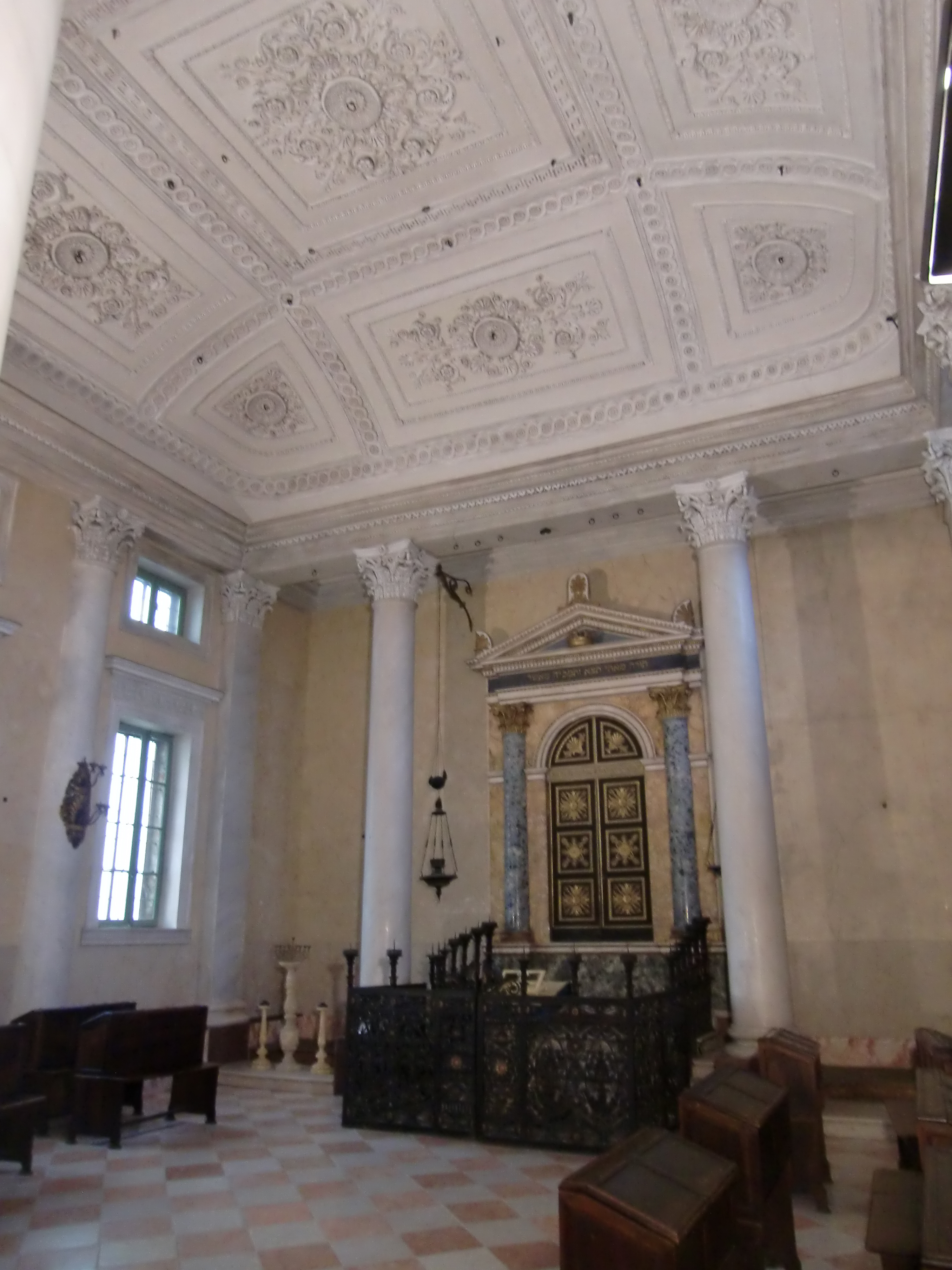
Synagoga